# Supercopa Alemã de Voleibol Masculino de 2017
A Supercopa Alemã de Voleibol Masculino de 2017 foi a 2.ª edição deste torneio organizado pela Volleyball Bundesliga. Participaram do torneio o campeão do Campeonato Alemão de 2016–17 e da Copa da Alemanha de 2016–17.
Pela segunda vez consecutiva o VfB Friedrichshafen se sagrou campeão ao derrotar o Berlin Recycling Volleys. O ponteiro grego Athanasios Protopsaltis foi eleito o melhor jogador da partida.

## Regulamento
O torneio foi disputado em partida única.

## Local da partida
| Hanôver, Alemanha  |
| ZAG-Arena          |
| ------------------ |
|                    |
| Capacidade: 10 767 |

## Equipes participantes
| Equipe                   | Cidade          | Qualificação                           | Última participação |
| ------------------------ | --------------- | -------------------------------------- | ------------------- |
| Berlin Recycling Volleys | Berlim          | Campeão da 1. Bundesliga de 2016–17    | 2016                |
| VfB Friedrichshafen      | Friedrichshafen | Campeão da Copa da Alemanha de 2016–17 | 2016                |

## Resultado
| Data  | Hora  |                          | Placar |                     | Set 1 | Set 2 | Set 3 | Set 4 | Set 5 | Total | Relatório |
| ----- | ----- | ------------------------ | ------ | ------------------- | ----- | ----- | ----- | ----- | ----- | ----- | --------- |
| 8 out | 15:30 | Berlin Recycling Volleys | 1–3    | VfB Friedrichshafen | 25–23 | 18–25 | 18–25 | 19–25 |       | 80–98 | Relatório |

## Premiação
| Supercopa Alemã de 2017                  |
| Baden-Württemberg                        |
| ---------------------------------------- |
| VfB Friedrichshafen Campeão (2.° título) |